# Каррен, Кевин
Кевин Мелвин Каррен (англ. Kevin Melvyn Curren; род. 2 марта 1958, Дурбан) — южноафриканский профессиональный теннисист и теннисный тренер.
- Бывшая пятая ракетка мира в одиночном и третья — в парном разряде
- Четырёхкратный победитель турниров Большого шлема в мужском и смешанном парном разряде
- В общей сложности победитель 31 турнира Большого шлема, Гран-при и АТР в одиночном и мужском парном разряде
- Капитан сборной ЮАР в Кубке Дэвиса

## Общая информация
Кевин Каррен, уроженец Дурбана, окончил Техасский университет в Остине (в 1990 году включён в Зал славы). В Техас молодой теннисист приехал по приглашению другого южноафриканского теннисиста, Клиффа Дрисдейла. В 1985 году Каррен получил гражданство США за 2 месяца до старта Уимблдонского турнира.
После окончания спортивной карьеры Каррен занимается курортным бизнесом. Принадлежащий ему спортивный курорт в Драконовых горах был назван «курортом года». Каррен также организовал ежегодный турнир по гольфу Pilsner Urquell SuperSport Shootout с участием известных спортсменов и политических деятелей.

## Спортивная карьера
В детстве главным увлечением Кевина Каррена был крикет; теннисом он начал заниматься потому, что вся его семья играла в местном клубе, и переключился на этот спорт только после того, как карьера в крикете не состоялась, но крикетный опыт продолжал сказываться на его манере игры — вплоть до студенческих лет он держал ракетку обеими руками.
Кевин Каррен выиграл юниорский чемпионат ЮАР по теннису в 1976 году. В 1979 году, во время учёбы в Техасском университете в Остине, он стал чемпионом NCAA в одиночном разряде, не проиграв ни одного сета, а в 1978 году дошёл до финала в парном разряде с Гари Плоком. Также во время учёбы он начал выступать в паре с американцем Стивом Дентоном — это партнёрство продолжалось много лет, и его пиком стали финал Итогового турнира WCT и победа в Открытом чемпионате США в 1982 году. Всего с 1980 по 1985 год Дентон и Каррен выиграли вместе 14 титулов в парном разряде и 12 раз проигрывали в финалах. К началу января 1983 года Каррен поднялся до третьего места в рейтинге АТР.
В смешанном парном разряде основные успехи Каррена также пришлись на 1981 и 1982 годы, когда в паре с Энн Смит он выиграл три титула на турнирах Большого шлема — два на Открытом чемпионате США и один на Уимблдонском турнире. В одиночном разряде Каррен дважды играл в финалах турниров Большого шлема уже после своих главных успехов в парах. В 1984 году на Открытом чемпионате Австралии он переиграл в четвёртом круге посеянного вторым Ивана Лендла, проиграв в финале четвёртому номеру рейтинга Матсу Виландеру. На пути в финал Уимблдонского турнира 1985 года он победил посеянного первым Джона Макинроя и третью ракетку турнира Джимми Коннорса, прежде чем неожиданно проиграть 17-летнему немцу Борису Беккеру в соревновании подач (за четыре сета он подал 19 подач навылет, а Беккер 21). Вскоре после этого он достиг в рейтинге АТР в одиночном разряде пятого места — высшего в своей одиночной карьере. Всего за время выступлений он выиграл пять турниров в одиночном разряде и восемь раз проигрывал в финалах. Его последний финал в одиночном разряде был сыгран в 1989 году во Франкфурте; в парах он продолжал успешные выступления вплоть до 1992 года, сыграв два своих последних финала в Мемфисе (Теннесси) и Сеуле. Практически завершив игровую карьеру в этом году, он сыграл свои последние матчи в марте 1993 года на Открытом чемпионате ЮАР в своём родном Дурбане.
Из-за режима апартеида в ЮАР сборная этой страны не участвовала в розыгрышах Кубка Дэвиса в лучшие годы теннисной карьеры Каррена, и ему ни разу не довелось сыграть в этом турнире. В 2001 году он был назначен её новым капитаном и тренировал сборную до июля 2005 года, когда его сменил на посту капитана Джон-Лаффни де Ягер.

## Финалы турниров Большого шлема за карьеру (6)

### Одиночный разряд (0+2)
| Результат | Год  | Турнир                       | Покрытие | Соперник в финале | Счёт в финале        |
| --------- | ---- | ---------------------------- | -------- | ----------------- | -------------------- |
| Поражение | 1984 | Открытый чемпионат Австралии | Трава    | Матс Виландер     | 7-6, 4-6, 6-73, 2-6  |
| Поражение | 1985 | Уимблдонский турнир          | Трава    | Борис Беккер      | 3-6, 7-64, 6-73, 4-6 |

### Мужской парный разряд (1+0)
| Результат | Год  | Турнир                 | Покрытие | Партнёр     | Соперники в финале        | Счёт в финале            |
| --------- | ---- | ---------------------- | -------- | ----------- | ------------------------- | ------------------------ |
| Победа    | 1982 | Открытый чемпионат США | Хард     | Стив Дентон | Виктор Амайя Хэнк Пфистер | 6-2, 6-74, 5-7, 6-2, 6-4 |

### Смешанный парный разряд (3+0)
| Результат | Год  | Турнир                     | Покрытие | Партнёр  | Соперники в финале          | Счёт в финале |
| --------- | ---- | -------------------------- | -------- | -------- | --------------------------- | ------------- |
| Победа    | 1981 | Открытый чемпионат США     | Хард     | Энн Смит | Джоанн Расселл Стив Дентон  | 6-4, 7-6      |
| Победа    | 1982 | Уимблдонский турнир        | Трава    | Энн Смит | Венди Тёрнбулл Джон Ллойд   | 2-6, 6-3, 7-5 |
| Победа    | 1982 | Открытый чемпионат США (2) | Хард     | Энн Смит | Барбара Поттер Ферди Тайган | 6-7, 7-6, 7-6 |

## Титулы за карьеру
| №  | Дата            | Турнир            | Покрытие | Соперник в финале | Счёт в финале |
| -- | --------------- | ----------------- | -------- | ----------------- | ------------- |
| 1. | 6 апреля 1981   | Йоханнесбург, ЮАР | Хард     | Бернард Миттон    | 6-4, 6-4      |
| 2. | 25 октября 1982 | Кёльн, ФРГ        | Хард(i)  | Шломо Гликштейн   | 2-6, 6-2, 6-3 |
| 3. | 18 февраля 1985 | Торонто, Канада   | Ковёр    | Андерс Яррид      | 7-66, 6-3     |
| 4. | 31 марта 1986   | Атланта, США      | Ковёр    | Тим Уилкисон      | 7-65, 7-62    |
| 5. | 23 октября 1989 | Франкфурт, ФРГ    | Ковёр    | Петр Корда        | 6-2, 7-5      |

| №   | Дата             | Турнир                               | Покрытие | Партнёр       | Соперники в финале               | Счёт в финале           |
| --- | ---------------- | ------------------------------------ | -------- | ------------- | -------------------------------- | ----------------------- |
| 1.  | 18 февраля 1980  | Денвер, США                          | Ковёр    | Стив Дентон   | Хайнц Гюнтхардт Войцех Фибак     | 7-5, 6-2                |
| 2.  | 4 августа 1980   | Индианаполис, США                    | Грунт    | Стив Дентон   | Иван Лендл Войцех Фибак          | 3-6, 7-6, 6-4           |
| 3.  | 13 октября 1980  | Базель, Швейцария                    | Хард(i)  | Стив Дентон   | Фрю Макмиллан Боб Хьюитт         | 6-7, 6-4, 6-4           |
| 4.  | 19 января 1981   | Монтеррей, Мексика                   | Ковёр    | Стив Дентон   | Йохан Крик Расселл Симпсон       | 7-6, 6-3                |
| 5.  | 3 августа 1981   | Индианаполис (2)                     | Грунт    | Стив Дентон   | Ван Винитски Рауль Рамирес       | 6-3, 5-7, 7-5           |
| 6.  | 2 ноября 1981    | Стокгольм, Швеция                    | Хард(i)  | Стив Дентон   | Шервуд Стюарт Ферди Тайган       | 6-7, 6-4, 6-0           |
| 7.  | 1 февраля 1982   | Денвер (2)                           | Ковёр    | Стив Дентон   | Фил Дент Ким Уорик               | 6-4, 6-4                |
| 8.  | 8 февраля 1982   | Мемфис, США                          | Ковёр    | Стив Дентон   | Джон Макинрой Питер Флеминг      | 7-6, 4-6, 6-2           |
| 9.  | 12 апреля 1982   | Хьюстон, США                         | Грунт    | Стив Дентон   | Питер Макнамара Марк Эдмондсон   | 7-5, 6-4                |
| 10. | 31 августа 1982  | Открытый чемпионат США, Нью-Йорк     | Хард     | Стив Дентон   | Виктор Амайя Хэнк Пфистер        | 6-2, 6-7, 5-7, 6-2, 6-4 |
| 11. | 20 сентября 1982 | Лос-Анджелес, США                    | Ковёр    | Хэнк Пфистер  | Дрю Гитлин Эндрю Эндрюс          | 4-6, 6-2, 7-5           |
| 12. | 31 января 1983   | Филадельфия, США                     | Ковёр    | Стив Дентон   | Джон Макинрой Питер Флеминг      | 6-4, 7-6                |
| 13. | 14 марта 1983    | Мюнхен, ФРГ                          | Ковёр    | Стив Дентон   | Хайнц Гюнтхардт Балаж Тароци     | 7-5, 2-6, 6-1           |
| 14. | 4 апреля 1983    | Хьюстон (2)                          | Грунт    | Стив Дентон   | Марк Диксон Томаш Шмид           | 7-6, 6-7, 6-1           |
| 15. | 24 апреля 1983   | Лас-Вегас, США                       | Хард     | Стив Дентон   | Трейси Делатт Йохан Крик         | 6-3, 7-5                |
| 16. | 12 марта 1984    | Роттердам, Нидерланды                | Ковёр    | Войцех Фибак  | Фриц Бюнинг Ферди Тайган         | 6-4, 6-4                |
| 17. | 9 июня 1986      | Лондон, Великобритания               | Трава    | Ги Форже      | Марк Кратцман Даррен Кэхилл      | 6-2, 7-6                |
| 18. | 13 апреля 1987   | Открытый чемпионат Японии, Токио     | Хард     | Пол Аннакон   | Андрес Гомес Андерс Яррид        | 6-4, 7-6                |
| 19. | 21 сентября 1987 | Лос-Анджелес, США                    | Хард     | Дэвид Пейт    | Брэд Гилберт Тим Уилкисон        | 6-3, 6-4                |
| 20. | 16 ноября 1987   | Открытый чемпионат ЮАР, Йоханнесбург | Хард(i)  | Дэвид Пейт    | Эрик Корита Брэд Пирс            | 6-4, 6-4                |
| 21. | 15 февраля 1988  | Мемфис (2)                           | Хард(i)  | Дэвид Пейт    | Петер Лундгрен Микаэль Пернфорс  | 6-2, 6-2                |
| 22. | 31 октября 1988  | Стокгольм (2)                        | Хард(i)  | Джим Грабб    | Пол Аннакон Джон Фицджеральд     | 7-5, 7-5                |
| 23. | 14 ноября 1988   | Йоханнесбург (2)                     | Хард(i)  | Дэвид Пейт    | Гэри Мюллер Тим Уилкисон         | 7-6, 6-4                |
| 24. | 17 октября 1989  | Токио, Япония                        | Ковёр    | Дэвид Пейт    | Андрес Гомес Слободан Живоинович | 4-6, 6-3, 7-6           |
| 25. | 11 июня 1990     | Лондон (2)                           | Трава    | Джереми Бейтс | Анри Леконт Иван Лендл           | 6-2, 7-6                |
| 26. | 20 апреля 1992   | Сеул, Республика Корея               | Хард     | Гэри Мюллер   | Брэд Пирс Келли Эвернден         | 7-6, 6-4                |